# Pai Reggae Festival

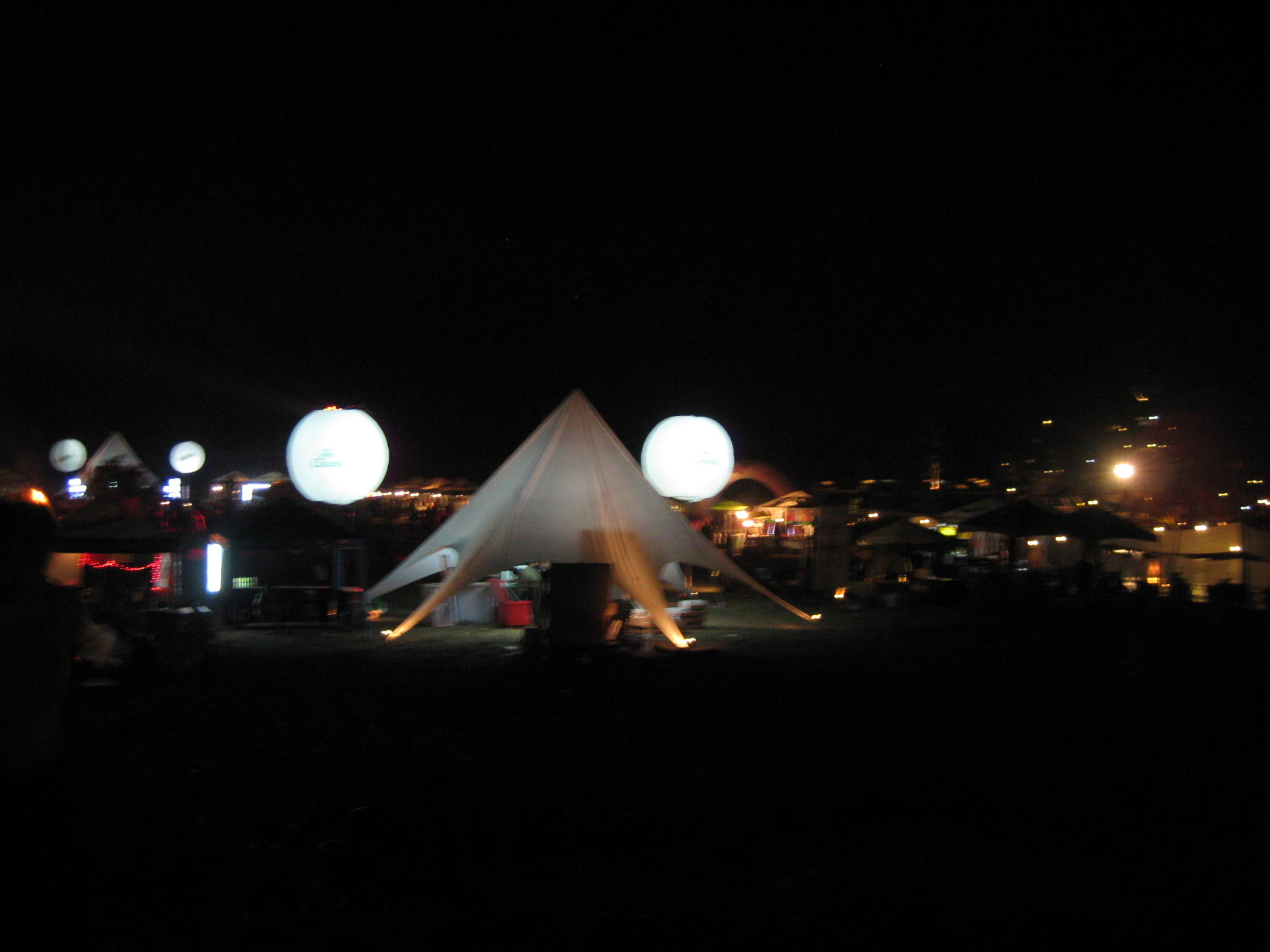
Pai Reggae Festival 2009

Das Pai Reggae Festival (auch: Pai Reggae & Ska Music Festival, thailändisch มหกรรมดนตรีเรกเก้แอนด์สกา) ist das größte Reggae- und Ska-Festival Thailands und wurde erstmals 2006 in der Amphoe Pai der Provinz Mae Hong Son vor rund 70.000 Gästen und seitdem jährlich unter dem Motto „We Be Jammin'“ ausgetragen.

## Geschichte

### 2006
Das erste Festival fand am 14. Januar 2006 statt. Hauptattraktion auf der Hauptbühne war bei der ersten Austragung der thailändische Reggae-Musiker Job Bunjob (จ๊อบ บรรจบ) mit seiner Band Job 2 Do. weiterhin traten auf die Chiang Mai Brothers, Roots Rock Reggae und Pai Fang & Pae Be Bongo.

### 2007
Im zweiten Jahr wurde die Veranstaltung am 12. und 13. Januar ausgetragen. Wieder dabei war an vorderster Stelle Job 2 Do, die Kai-Jo Brothers (ไก่ โจ้ บราเธ่อร์), Zom Ammara (ส้ม อมรา), Teddy Ska Band (เท็ดดี้ สกา แบนด์) und weitere.

### 2008
2008 fand das Festival wieder zweitägig am 11. und 12. Januar statt und stand unter dem Zusatzmotto „Combat Global Warming – Keep Pai's Spirit Green“. Mit dabei waren T-Bone (ทีโบน) meets Palmy (ปาล์มมี่), The Superglasses Ska Ensemble (คณะมโหรีดนตรีสกา), Job 2 do, Cocotabo (japanisch ここたぼ オフィシャルサイト) aus Japan, Teddy Ska Band, Srirajah Rockers (ศรีราชา ร็อกเกอร์) und die Kai-Jo Brothers.

### 2009
Unter dem Zusatztitel Green World Season + Music Festival fand das vierte Festival 2009 am 24. und 25. Januar statt. Aufgetreten sind unter anderem T-Bone, Job 2 Do, Kai-Jo Brothers, Teddy Ska Band, The Exotic, The Superglasses Ska Ensemble, SomRomBand วงสมรมแบนด์, Backpacker, Gold Red (กางเกงยีนส์), Woo Doo und Jelly Fish.

### 2010
Beim Festival am 29. und 30. Januar 2010 waren unter anderem T-Bone, Kai-Jo Brothers, Teddy Ska Band, Gold Red, Aztonapai aus Griechenland und die afrikanische Band Impulse zu sehen.

### 2011
Unter dem Zusatztitel „The first Thai Rasta in the world“ erstreckte sich die Veranstaltung 2011 erstmals auf drei Tage (21.–23. Januar). Interpreten waren beispielsweise Easy Star All-Stars aus Jamaika, Sister Carol aus Jamaika, T-Bone, Job 2 Do, Kai-Jo Brothers feat. Lanna Commins (ลานนา คัมมินส์), Teddy Ska Band, Tamone Band (ทะโมนแบนด์), Zom Ammara und Ok Mocca.

### 2012
Die siebte Auflage fand vom 27. bis 29. Januar 2012 statt. Suga Roy & Conrad Crystal aus Jamaika war die Hauptattraktion.

### 2013
2013 fand das Reggaefestival erstmals im Dezember statt (13. bis 15. Dezember). Zu sehen waren unter anderem Job 2 Do, Teddy Ska Band, The Superglasses Ska Ensemble, Gold Red, Madagascar und Bone Fire.